# 경평군 (이륵)
경평군(慶平君, 1600년 7월 27일(음력 6월 18일) ~ 1674년 1월 4일(음력 1673년 11월 28일))은 조선의 왕족이다. 선조의 11남이자 온빈 한씨의 차남이다.

## 생애
1600년(선조 33년) 6월 18일, 선조와 온빈 한씨의 둘째 아들로 태어났다. 이름은 륵(玏)이다.
1614년(광해군 6년) 8월 27일 위성원종공신 1등(衛聖原從功臣)에 책록되었다.
일부에서는 경평군의 성품이 곧고 평생 근신하면서 왕자의 신분도 내세우지 않고 유유자적한 삶을 살았다고 하나, 《조선왕조실록》에서 나타나는 경평군의 모습은 이러한 평가와는 많이 다르다.
1616년(광해군 8년) 음력 4월 1일 형 흥안군과 함께 사간원에서 탄핵을 받았는데, 당시 사간원에서는 흥안군과 경평군이 새로운 궁궐을 짓기 위해 마련된 빈 부지에 일부 사대부들이 집을 지었다는 이유로 소란을 피우며, 당시 부지 내에 있던 사대부들의 집을 무단으로 철거하거나, 종들을 풀어 집들을 뺏었다고 보고하였다. 또 두 형제가 늙은 부녀자를 구타하고, 과부들을 능욕하는 등의 행위도 저질렀다고도 하였다. 또 1618년(광해군 10년)에는 대궐 안의 하인을 무단으로 데려가 폭행하고 감금하는 바람에, 광해군이 직접 추고하라는 전교를 내렸다. 당시 대신들은 여러 차례에 걸쳐 경평군의 삭탈 관직을 청하였으나, 광해군은 이에 대해서는 윤허하지 않았다. 그러나 경평군은 3년 뒤인 1621년(광해군 13년)에 활인서의 별제로 있던 이제인을 무자비하게 구타하는 바람에, 추고를 하라는 전교가 또 내려졌다. 또 이듬해인 1622년(광해군 14년)에는 한 금리와 그 처를 잡아다가 죽기 직전까지 구타를 하여 또 탄핵을 받았다.
한편 이러한 경평군의 패악한 행동에 대해 일부에서 "숱한 왕자들"이라고 칭하며 비난을 하자, 1622년 음력 6월 20일 경평군의 친형 흥안군과 이복형 인성군은 경평군의 비행때문에 자신들까지 싸잡혀 비난을 받는 것에 대해 억울함을 호소하는 상소를 올리기도 하였다. 그러자 이틀 후인 음력 6월 22일에는 대신들이 상소를 올려 자신들이 말을 분명하게 하지 않아 다른 왕자들까지 피해를 입었다며 사직을 청하는 상소를 올렸다가, 광해군의 만류로 아무 일 없이 넘어가는 해프닝까지 있었다.
그러나 인조 즉위 후에도 경평군의 행동은 나아지지 않았다. 1625년(인조 3년) 음력 3월 20일 강가에다 정자를 지어놓고 낚시터를 탈취하면서 해당 지역의 백성들에게는 고기를 잡거나 나무 하는 일을 시키는 바람에 탄핵을 받았고, 같은 해 음력 11월 6일에는 열흘이 넘도록 국법을 어기고 행방불명되었다가 돌아오는 바람에 또 탄핵을 받았다. 또 1626년(인조 6년)에는 한 백성의 땅을 빼앗았다가 다시 주인에게 되돌려준 것을 또 빼앗으려 하는 바람에 탄핵을 받고, 1628년(인조 6년)에는 보물을 감춰두고는 다른 사람에게 뒤집에 씌워 무단으로 가두고 구타하여 탄핵을 받았다. 이후에도 종을 시켜 소를 훔쳤다가 이를 다스린 관원을 구타하고, 여러 전택을 점유하면서 백성들에게 해를 입히고 심한 채무 독촉을 하기도 하였다. 이러한 경평군의 행동에 대해 현대의 일부 학자는 경평군에게 일종의 정신 장애가 있다고 보았으며, 당시 인조도 경평군에 대해 "이미 실성한 사람"이라고 말하기도 하였다.
이후에도 경평군은 자신의 집을 짓는데 해조에서 돈을 안 주었다며 관원들에게서 돈을 빼앗고 채무자를 가뒀으며, 관상감의 공물을 무단으로 갈취하는 등 거의 1년에 1~2회 꼴로 문제를 일으켜 탄핵을 받았다.
그러나 현종 즉위 후에는 종친들을 이끌고 권도를 따르기를 청하고, 태조의 계비 신덕왕후의 부묘를 간하기도 하였다. 이후 경평군은 1673년(현종 14년) 음력 11월 28일 향년 74세를 일기로 사망하였다.

## 기타
- 현재 경평군의 태실이 대전광역시 중구 문화동의 대전광역시 향토사료관에 있다[23]. 원래는 갑천 인근의 한 야산에 있던 것이나 1991년 대전-논산간 국도 확장 공사 때 출토되었으며, 1608년(선조 41년)에 묻힌 것으로 보인다. 1991년 10월 24일 대전광역시의 문화재자료 제26호로 지정되었으며[24], 소유자는 대전광역시이다[25].

## 가족 관계
경평군은 삭녕인 최윤조(崔胤祖)의 장녀인 최태임(崔太任)과 혼인하여 아들 하나를 두었고, 3명의 첩에게서 3남 2녀를 두었다.
아들들은 영양군, 영흥군, 영주군, 영림군의 봉작을 받았으며, 《조선왕조실록》에는 장남 영양군이 효종 때 1품에 가자되고 사은사가 되었다는 것 말고는 다른 아들들에 대한 이렇다 할 기록이 없다.
- 부왕 : 제14대 선조(宣祖, 1552 ~ 1608, 재위 1567 ~ 1608)
- 생모 : 온빈 한씨(溫嬪 韓氏, 1581 ~ 1664)
  - 형 : 흥안군(興安君, 1598 ~ 1624)
  - 동생 : 정화옹주(貞和翁主, 1604 - 1667)
  - 동생 : 영성군(寧城君, 1606 ~ 1649)
  - 정부인 : 군부인(郡夫人) 최태임(崔太任, 1600 ~ ?)[28]
    - 적장남 : 영양군 현(嶺陽君 儇, 1619 ~ ?)
    - 며느리 : 청주 한씨 현감(縣監) 한여형(韓汝泂)의 딸
    - 며느리 : 동래 정씨 - 첨지(僉知) 증 참판(贈 參判) 정양찬(鄭良纘)의 딸
      - 손녀 : 이영진(李英眞, 1646 ~ ?)
      - 손자 : 동원군 집(東原君 潗, 1651 ~ ?)

  - 양첩 : 향란(香蘭)
    - 차남(서장남) : 영흥군 창(嶺興君 倀, 1632 ~ ?)
    - 며느리 : 단양 장씨 - 장득지(張得智)의 딸
      - 서손녀 : 이영열(李英悅, 1655 ~ ?)
      - 서손자 : 단양군 해(丹陽君 海, 1658 ~ ?)
      - 서손자 : 단원군 강(丹原君 江, 1661 ~ ?)
      - 서손자 : 이영삼(李英三, 1669 ~ ?)
      - 서손자 : 단창도정 원(丹昌都正 源)
      - 서손녀 : 이영종(李英終, 1667 ~ ?)
      - 서손녀 : 윤수(尹脩)의 처

    - 며느리(양첩) : 사랑금(思郞今)
      - 서손녀 : 이영단(李英丹, 1664 ~ ?)
      - 서손녀 : 이지흥(李始興)의 처

  - 양첩 : 옥지(玉只)
    - 3남(서차남) : 영주군 파(嶺洲君 亻+罷, 1639 ~ ?)
    - 며느리 : 원주 변씨 - 변계검(邊繼儉)의 딸
      - 서손자 : 익선군 한(益善君 漢, 1658 ~ ?)
      - 서손녀 : 이계영(李季英, 1661 ~ ?)
      - 서손자 : 익창군 상(益昌君 湘, 1662 ~ ?)
      - 서손녀 : 이차영(李次英, 1667 ~ ?)
      - 서손자 : 이정식(李庭植, 1669 ~ ?)
      - 서손자 : 익흥군 형(益興君 泂)
      - 서손녀 : 최중망(崔重望)의 처

    - 4남(서3남) : 영림군 희(嶺臨君 俙, 생물년 미상)
    - 며느리 : 경주 김씨 - 김우량(金友諒)의 딸
      - 서손녀 : 이숙례(李淑禮, 1661 ~ ?)
      - 서손자 : 계성군 담(鷄城君 淡, 1663 ~ ?)
      - 서손자 : 계원군 간(鷄原君 澗, 1664 ~ ?)

    - 며느리(양첩) : 복이(禮伊)
    - 며느리(노비) : 잇덕(㗡德)

  - 측실 (미상)
    - 서장녀 : 전주 이씨(全州 李氏)
    - 사위 : 주부(主簿) 권엽(權惗)

  - 양첩 : 유복개(有福介)
    - 서차녀 : 전주 이씨(全州 李氏, 1640 ~ ?)
    - 사위 : 장수 황씨 직장(直長) 황윤정(黃胤貞)
      - 외손자 : 황익만(黃益萬, 1661 ~ ?)
      - 외손녀 : 황만애(黃萬愛, 1665 ~ ?)
      - 외손자 : 황중만(黃重萬, 1669 ~ ?)
      - 외손자 : 황석만(黃錫萬, 1673 ~ ?)
      - 외손녀 : 황혜애(黃蕙愛, 1676 ~ ?)